# Sergej Ljapoenov
Sergej Michailovitsj Ljapoenov (Russisch: Сергей Михайлович Ляпунов) (Jaroslavl, 30 november 1859 – Parijs, 8 november 1924) was een Russische componist en pianist. Hij was een broer van de wiskundige Aleksandr Ljapoenov.

## Levensloop
Na de dood van zijn vader, Michail Ljapoenov, in Jaroslavl, 250 kilometer ten noordoosten van Moskou, verhuisde Sergej toen hij ongeveer acht jaar oud was, met zijn moeder en zijn twee broers naar de grotere stad Nizjni Novgorod (de geboorteplaats van Mili Balakirev). Nadat zijn moeder was begonnen met zijn muzikale opleiding, studeerde hij daar aan de muziekschool. Op aanbeveling van Nikolaj Rubinstein, de directeur van het Conservatorium van Moskou, schreef hij zich in 1878 in aan dat instituut, waar zijn leraren Liszts vroegere leerling Karl Klindworth (piano), en Tsjaikovskis vroegere leerling en opvolger aan het conservatorium, Sergej Tanejev (compositie) waren.
Nadat hij in 1883 zijn diploma behaalde, ontmoette hij Mili Balakirev, een van de leden van Het Machtige Hoopje, en ging naar Sint-Petersburg. Balakirev, die zelf geboren en getogen was in Nizjni Novgorod, nam de zichzelf wegcijferende jonge pianist en componist onder zijn vleugels en hield toezicht op zijn vroege composities, even grondig als hij dat eerder had gedaan met de leden van zijn Machtige Hoopje. Ljapoenov was ook betrokken bij het verzamelen van volksmuziek voor de Keizerlijke Geografische Sociëteit. Hij gaf in 1897 een bundel met 300 volksliederen uit voorzien van een pianobegeleiding. Hij volgde Rimski-Korsakov op als assistent-directeur muziek aan de Keizerlijke Kapel en werd later leraar aan het conservatorium van Sint-Petersburg (in 1911). Verder was hij inspecteur aan het Elena instituut. Het jaar 1918 was voor Ljapoenov een persoonlijk rampjaar; zijn schoonzus overleed aan tbc in zijn huis in Odessa en zijn broer, de beroemde wiskundige Aleksandr Ljapoenov, pleegde zelfmoord omdat hij blind werd door een ziekte en de dood van zijn vrouw niet kon verwerken. Na de Russische Revolutie koos hij voor vrijwillige verbanning en ging in 1923 naar Parijs. Daar gaf hij leiding aan een muziekschool voor Russische emigranten. Hij stierf op 8 november 1924 aan een hartaanval.

## Werken voor piano en orkest
Ljapoenov heeft in totaal drie werken geschreven voor piano en orkest, namelijk twee pianoconcerten en een Rapsodie op Oekraïense thema’s. Deze drie werken zijn voor het eerst op cd gezet in 2002. Het eerste pianoconcert verscheen daarmee voor de eerste keer op een geluidsdrager.
Zijn beide pianoconcerten doen erg denken aan die van Liszt: ze zijn kort en hebben dezelfde opbouw en dezelfde virtuoze bravoure. Liszt was ook zijn grootste held.
Afgezien van het feit dat het eerste pianoconcert, geschreven in 1890, pianistisch goed geschreven is, valt het op door zijn ongewone vindingrijke instrumentatie waarin de Engelse hoorn (de alt hobo) veelvuldig aanwezig is. Een instrumentatie die ook doet denken aan het symfonische werk van Borodin. De première vond plaats in de lente van 1891 onder leiding van Balakirev. Verschillende pianisten hebben het stuk daarna nog uitgevoerd, waaronder ook de vrouw van collega componist Scriabin. In 1904 won het, samen met andere stukken waaronder het tweede pianoconcert van Rachmaninoff, de Belyayev Glinka prijs. Balakirev heeft enkele veranderingen aan het werk toegepast en het een en ander geadviseerd aan Ljapoenov. Het is nog maar zeer de vraag in hoeverre dat verbeteringen zijn. Ljapoenov heeft echter de adviezen van Balakirev niet geweigerd. Het pianoconcert is vrij kort en erg onderhoudend maar wordt tegenwoordig nooit meer uitgevoerd.
Zijn tweede pianoconcert schreef Ljapoenov in 1909. Veel aandacht werd er niet aan besteed omdat in 1910 wereldwijd de honderdste geboortedag van Frederic Chopin werd gevierd. Ook Ljapoenov schreef ter gelegenheid daarvan een symfonisch stuk. Verder stierf Balakirev in 1910. Balakirev die al een tijd te zwak was om zijn eigen pianoconcert te kunnen voltooien, het derde deel moest nog worden gecomponeerd, had Ljapoenov gevraagd dit te doen. Dus in 1910 had Ljapoenov zijn handen vol om het pianoconcert van zijn leraar Balakirev in diens stijl af te maken en totaal geen tijd om zijn eigen tweede concert uit te voeren of überhaupt er ook maar aandacht aan te kunnen besteden. In december 1910 werd tijdens een herdenkingsconcert van Balakirev met groot succes diens (voltooide) pianoconcert uitgevoerd onder leiding van Ljapoenov.
De Rapsodie op Oekraïense thema’s, opgedragen aan pianist/componist Ferruccio Busoni, is geschreven in een rondovorm. Het is net als de twee pianoconcerten vrij kort en zeer onderhoudend door het gebruik van typische volksmelodieën. Het is geschreven in 1907 en zeer virtuoos. De première vond plaats in 1909 met Ljapoenov aan de piano

## Belang

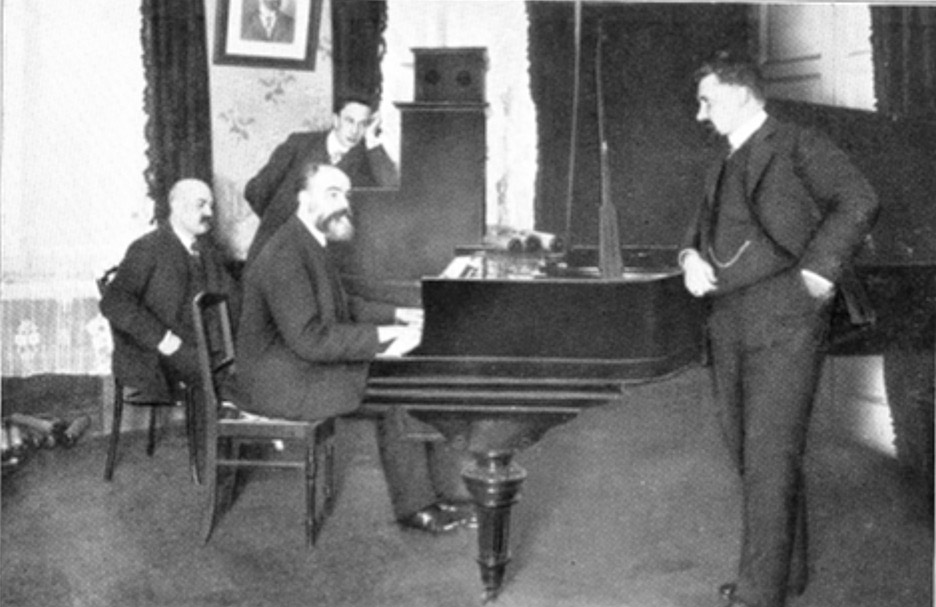
Sergej Ljapoenov tijdens een opname op de reproductie-piano van Welte-Mignon in 1910.

Ljapoenov neemt chronologisch een plaats in tussen Het Machtige Hoopje en Tsjaikovski enerzijds, en de radicale componisten van de latere periode zoals Scriabin, Stravinsky, Prokofjev en Sjostakovitsj anderzijds. Deze interim-periode produceerde componisten waarvan sommigen, onder wie Aleksandr Glazoenov, aansloten bij de oudere generatie, een nogal vriendelijke, zachtaardige trend volgden, terwijl anderen, onder wie Rachmaninov, de volle stijl van de laatromantiek demonstreerden. Ljapoenov, alhoewel een laatromanticus die Balakirev als zijn mentor gekozen had, behoorde tot geen van beide kampen. In zijn eerste symfonie is de invloed van Balakirev en Borodin duidelijk aanwezig, evenals in andere korte orkestwerken uit deze vroege periode. In de Heilige Ouverture over Russische Thema’s demonstreert hij het vermogen volksliederen en de intonaties daarvan in zijn muziek op individuele wijze op te nemen.
Ljapoenov was net als Balakirev een excellent pianist en het is volgens velen dan ook in zijn werken voor pianosolo, piano en orkest en liederen met pianobegeleiding dat hij als componist uitmunt. Zijn beroemdste werk is de 12 Transcendentale Etudes, op. 11, geschreven ter nagedachtenis van Liszt (het is bekend dat Balakirev tegen Ljapoenov gezegd heeft: "Probeer nooit te ontsnappen aan zijn altijd aanwezige, dominante invloed"). Dit wordt door velen beschouwd als zijn magnum opus. Het zijn stukken met een erg hoge graad van moeilijkheid, die een breed scala van emoties omvatten en die een hoog niveau van pianistische techniek en expressie vereisen.
In het voorjaar van 1910 nam Ljapoenov zes van zijn stukken op voor de reproductie-piano van Welte-Mignon (Transcendentale Etudes Op. 11, Nrs. 1, 5, en 12; Op. 35).

## Oeuvre

### Werken met opusnummer
- Op. 1 - Drie stukken

Etude in D
Intermezzo in e-mineur
Wals in A-majeur
- Op. 2 - Ballade (1883, ook in arrangement voor 2 piano's)
- Op. 3 - Rêverie du soir (1880, gereviseerd in 1903)
- Op. 4 - Pianoconcert No. 1 in e-mineur (1890)
- Op. 5 - Impromptu, As majeur
- Op. 6 - Zeven preludes
- Op. 7 - "Heilige overture over Russische Thema’s," (1886)
- Op. 8 - Nocturne in Des majeur (Andante spianato)
- Op. 9 - Twee Mazurka's
- Op. 10 - 30 Russische volksliederen
- Op. 11 - 12 transcendentale etudes (inclusief Etude nr. 10 "Lezghinka")
- Op. 12 - Symfonie No. 1 in b-mineur (1887)
- Op. 13 - 35 Russische volksliederen (1897)
- Op. 14 - Vier liederen
- Op. 15 - Russische liederen (1900)
- Op. 16 - Polonaise voor groot orkest in D-majeur (1902)
- Op. 17 - Mazurka nr.3
- Op. 18 - Novelette
- Op. 19 - Mazurka nr.4
- Op. 20 - Valse pensive
- Op. 21 - Mazurka nr.5
- Op. 22 - Chant du crépuscule
- Op. 23 - Valse-Impromptu nr. 1
- Op. 24 - Mazurka nr.6
- Op. 25 - Tarantelle
- Op. 26 - Chant d'automne (1906)
- Op. 27 - Pianosonate in f-mineur (1906-1908) (een eendelig doorgecomponeerd werk)
- Op. 28 - Rapsodie op Oekraïense thema's
- Op. 29 - Valse-Impromptu nr. 2
- Op. 30 - Vier liederen
- Op. 31 - Mazurka nr. 7
- Op. 32 - Vier liederen
- Op. 33 - Twee pianostukken over Glinka's Ruslan en Ludmilla

1. Wiegelied van de feeën
2. Het gevecht en de dood van Tsjernomor
- Op. 34 - Humoreske (uitgegeven 1909)
- Op. 35 - Divertissements

1.Loup-garou
2.Le Vautour: jeu d'enfants
3.Ronde des enfants
4.Colin-maillard
5.Chansonette enfantine
6.Jeu de course
- Op. 36 - Mazurka nr.8
- Op. 37 - Symfonisch Gedicht ter nagedachtenis van Chopin, "Żelazowa Wola"; Cyrillic, Желазова Вола
- Op. 38 - Pianoconcert No. 2 in E-majeur
- Op. 39 - Drie liederen
- Op. 40 - Trois morceaux de moyenne difficulté ('Drie pianostukken van gemiddelde moeilijkheidsgraad')

Prélude (Des majeur)
Elégie (fis-mineur)
Humoresque (F-majeur)
- Op. 41 - Fêtes de Noël - Quatre tableaux pour le piano

1. Nuit de Noël (d-mineur)
2. Cortège des mages (Es majeur)
3. Chanteurs de Noël (As majeur)
4. Chant de Noël (gis-mineur naar As majeur)
- Op. 42 - Drie liederen (1910-1911)
- Op. 43 - liederen (1911)
- Op. 44 - Drie liederen (1911)
- Op. 45 - Scherzo in bes mineur (circa 1905, piano solo)
- Op. 46 - Barcarolle in gis-mineur (1911, piano solo)
- Op. 47 - Vijf kwartetten (mannenstemmen)
- Op. 48 - Vijf kwartetten (mannenstemmen) (1912)
- Op. 49 - Variaties en fuga op een Russisch thema in B-majeur (12 maart 1912, piano solo, uitgegeven ca. 1952)
- Op. 50 - Vier liederen (1912)
- Op. 51 - Vier liederen (1912)
- Op. 52 - Vier liederen (1912)
- Op. 53 - Hashish - Poême Symphonique Oriental pour grande orchestre in bes mineur (ca. 1913, naar een Turkse vertelling - een quatre mains versie voor piano van de componist bestaat ook)
- Op. 54 - Prélude Pastoral in As majeur (voor orgel, 1913, uitgegeven in 1914)
- Op. 54b - Prélude Pastoral in arrangement voor twee piano's, het is niet zeker of dit arrangement van Liapunov zelf is
- Op. 55 - Grande Polonaise de Concert in f-mineur / F-majeur (voor piano solo - opgedragen aan Josef Lhévinne)
- Op. 56 - Vier liederen (1913)
- Op. 57 - Drie pianostukken (1913)

Kleine fuga - in cis-mineur (21 augustus 1913)
Voorjaarslied - in A-majeur (4 september 1913)
Bij de fontein - in cis-mineur (21 augustus 1913)
- Op. 58 - Prelude en fuga in bes mineur (26 augustus 1913 - voor piano solo)
- Op. 59 - Zes eenvoudige stukken (piano solo - uitgegeven 1919)

1. Jeu de paume (balspel)
2. Berceuse d'une poupée (wiegelied van een pop)
3. Sur une escarpolette (op een schommel)
4. A cheval sur une bâton (op een stokpaardje)
5. Conte de la bonne (verhaal van de oppas)
6. Ramage des enfants (kindergekwetter)
- Op. 60 - Variaties op een Georgisch thema in A-majeur (geschreven tussen 23 juni 1914 en 9 juni 1915)
- Op. 61 - Vioolconcert (1915, gereviseerd in 1921)
- Op. 62 - Geestelijke werken (diversen, 1915)
- Op. 63 - Sextet voor piano, 2 violen, altviool, cello en contrabas (bes mineur, ca. 1916, in 1926 uitgegeven)

1. Allegro Maestoso
2. Scherzo, Allegro vivace
3. Nocturne, Lento ma non troppo
4. Finale, Allegro risoluto
- Op. 64 - Psalm (1916, gereviseerd in 1923)
- Op. 65 - Sonatine (Des majeur, 9 augustus 1917)

I. Allegetto
II Andante
III Allegro
- Op. 66 - Symfonie no. 2 in bes mineur

I. Largo - Allegro moderato - Allegro risoluto - Largo - Allegro moderato - Allegro risoluto - Meno mosso - Allegro risoluto
II. Scherzo - Allegro vivace - A doppio piu lento il tempo precedente - Tempo I
III. Adagio - Pochissimo piu mosso - Poco piu animato - Tempo I
IV. Allegro molto, con strepito - Poco piu moderato, maestoso; Alla breve Sempre - Un poco piu tranquillo - Pochissimo piu animato - Tempo I - Poco piu animato
- Op. 67 - er is geen werk toegekend aan dit opusnummer
- Op. 68 - Vechernyaya pesn - Avondlied (1920, cantate voor tenor, koor en orkest)
- Op. 69 - Vier liederen (1919)
- Op. 70 - Valse-Impromtpu nr. 3 in E-majeur (2 december 1919, piano solo, uitgegeven in 1922)
- Op. 71 - Vier liederen (1919-1920)

### Zonder opusnummer
- Zes zeer eenvoudige stukken (1918-1919)
- Toccata en fuga - (uit 1920, piano solo, uitgegeven 1949)
- Canon (1923)
- Allegretto scherzando (1923)
- Twee preludes
- Pianotranscriptie van Pachelbel's Canon in D
- Pianotranscriptie van Glinka's "Kamarinskaja"